# Вітебська дієцезія

Вітебська дієцезія

Вітебська дієцезія (біл. Віцебская дыяцэзія, лат. Dioecesis Vitebscensis) — католицька дієцезія в Білорусі. Створена 13 жовтня 1999 року папою Іваном Павлом ІІ (апостольська конституція «Ad aptius conselendum») на прохання кардинала Казімежа Свйонтека, входить до складу Місько-Могильовської митрополії. Першим єпископом призначений Владислав Блін. Вітебська дієцезія охоплює територію Вітебської області. До утворення Вітебської дієцезії ця територія входила до складу Місько-Могилівської архідієцезії. Спочатку Вітебська дієцезія складалася з 9 деканатів: Оршанського, Браславського, Вітебського, Докшицького, Глибоцького, Лепельського, Міорського, Полоцького та Поставського, потім виділено ще два — Відзький і Шарковщинський.

## Історія
13 травня 2000 року у вітебському соборі св. Варвари вперше від часу створення Вітебської дієцезі відбулися священичі свячення, які отримали п'ять дияконів — Марат Козловський, В'ячеслав Барок, Ян Пугачов, Валентин Станкевич та Олег Буткевич, майбутній ординарій Вітебської дієцезії. Апостольський нунцій в Білорусі архієпископ Домінік Грушовський також взяв участь у Святій Месі з цієї нагоди.
У 2004 році були створені дієцезальні структури, дієцезальна курія Вітебської капітули та дієцезальний суд.
У 2001 році єпископ Владислав Блін здійснив першу канонічну візитацію парафій новоствореної Вітебської дієцезії. Подальші візитації відбулися у 2006—2007 та 2010—2012 роках.
У 2004 році в дієцезії було 83 парафії в дев'яти деканатах. 93 священики та 75 сестер виконували пастирське служіння, 42 клірики навчалися в дієцезальних та чернечих семінаріях.
У 2019 році у Вітебській дієцезії функціонували 94 парафії в 11 деканатах, в яких служили 51 дієцезальний і 37 священиків-ченців та 1 диякон, а також 47 сестер-монахинь та 2 брати-ченці, 3 кандидати до священства навчалися в дієцезальних семінаріях. Кількість вірних у Вітебській дієцезії становить близько 170 000 осіб.

## Єпископи
- Владислав Блін (до 25 лютого 2013)
  - адміністратор — прелат Францішек Кісель (з 25 лютого 2013)
- Олег Буткевич (з 29 листопада 2013)